# Syngrapha nargenta
Syngrapha nargenta är en fjärilsart som beskrevs av Rodrigues Ottolengui, 1919. Syngrapha nargenta ingår i släktet Syngrapha och familjen nattflyn. Inga underarter finns listade i Catalogue of Life.